# Charles Wilson (szermierz)
Charles Wilson (ur. 9 czerwca 1865 w Leeds, zm. 22 stycznia 1950 w Windermere) – brytyjski szermierz, członek brytyjskiej drużyny olimpijskiej w 1908 roku. Startował w konkurencji szabli zarówno indywidualnie jak i w drużynie.